# Zárate (Buenos Aires)
Zárate is een plaats in het Argentijnse bestuurlijke gebied Zárate in de provincie Buenos Aires. De plaats telt 86.686 inwoners.

## Geboren in Zárate
- Miguel Ángel Lauri (1908-1994), voetballer
- Sergio Goycochea (1963), voetballer

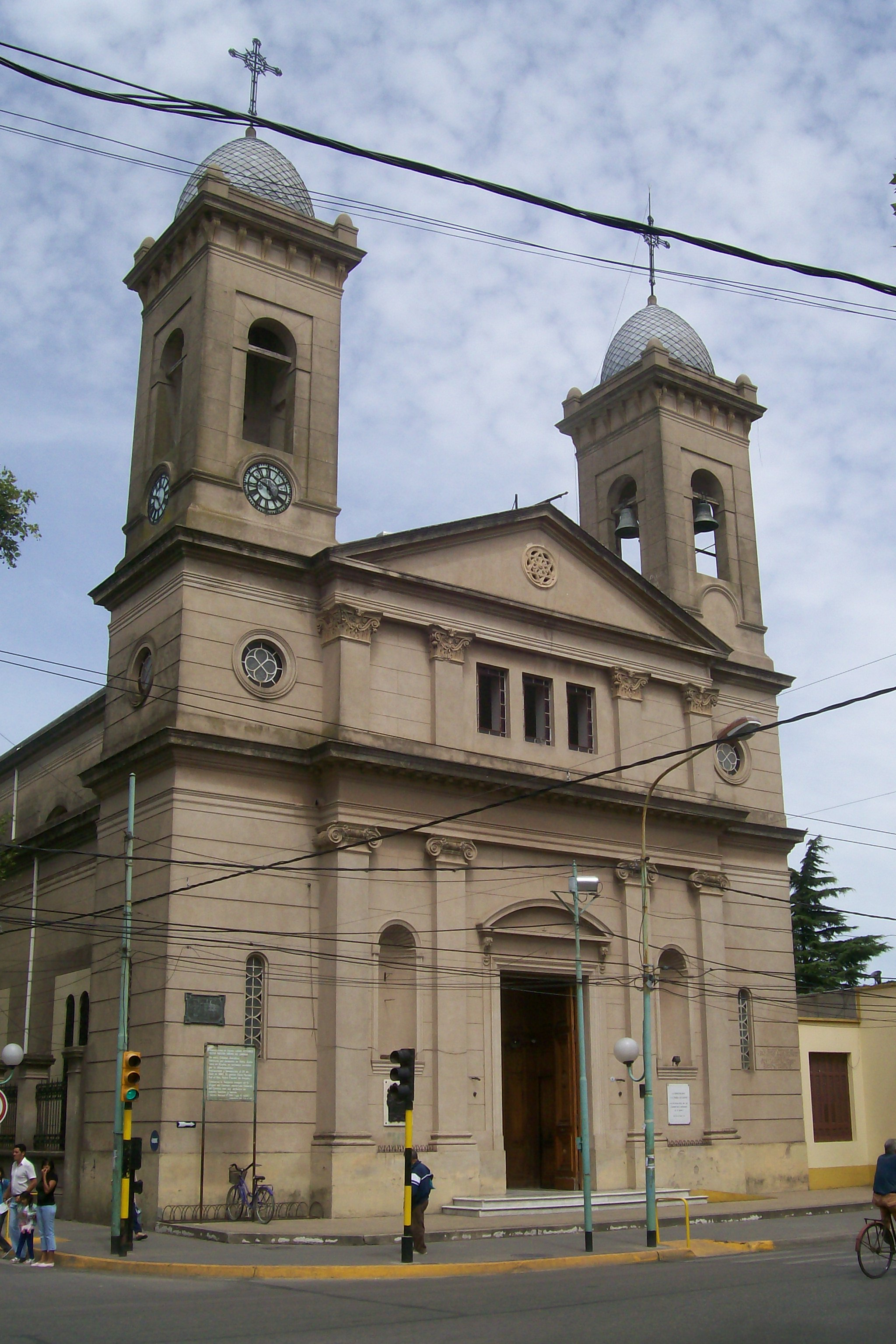
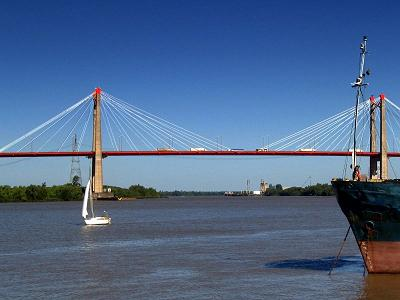
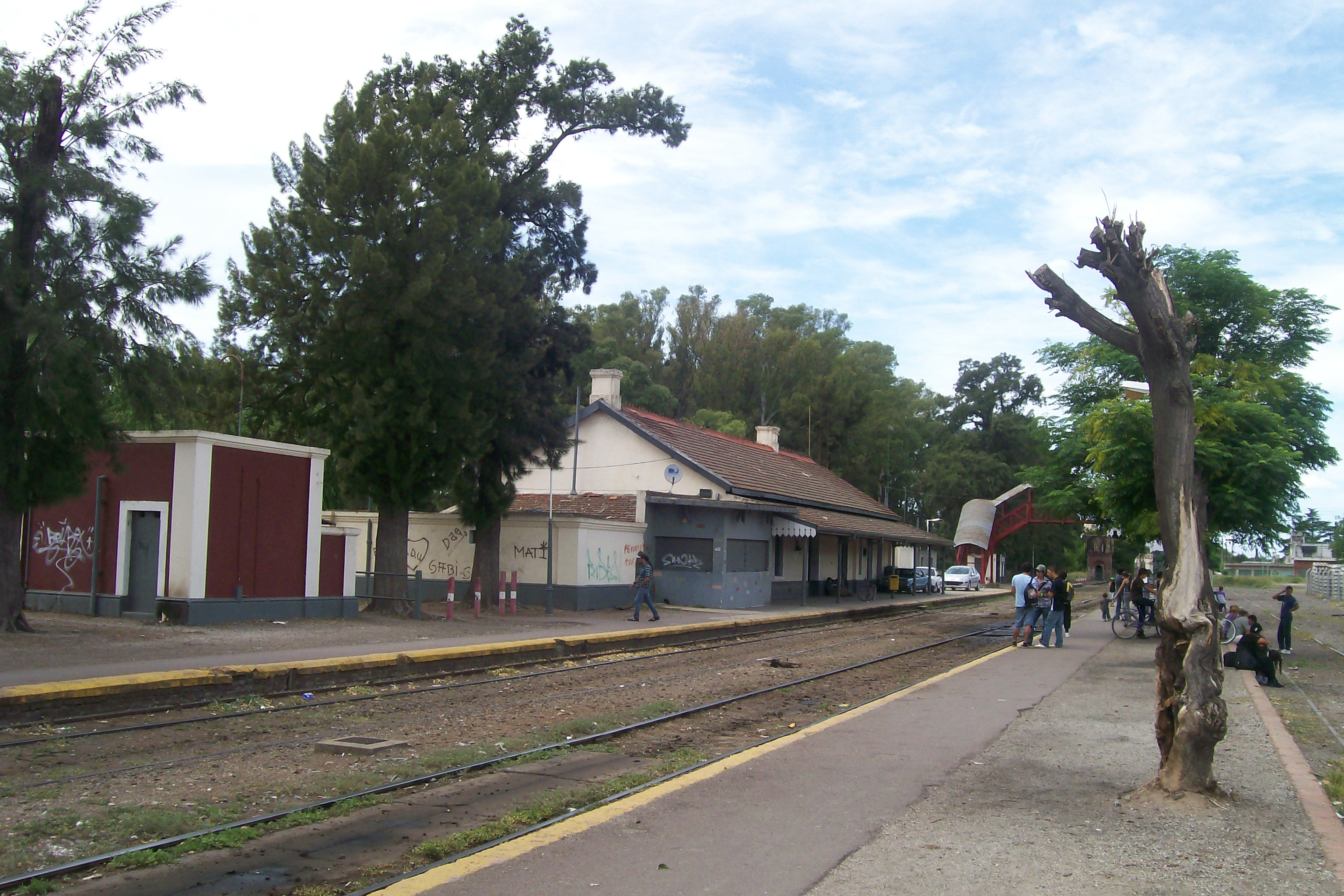
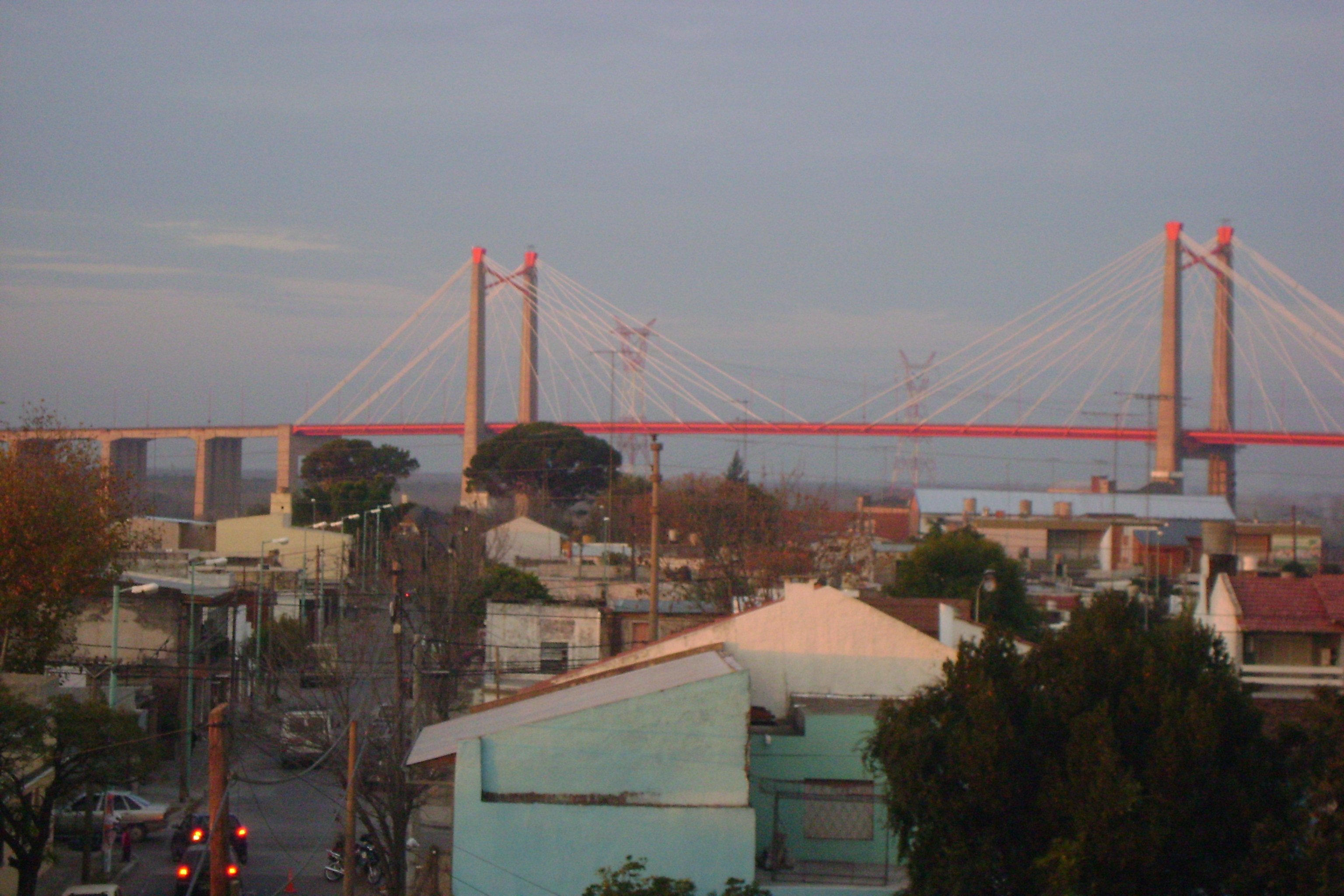
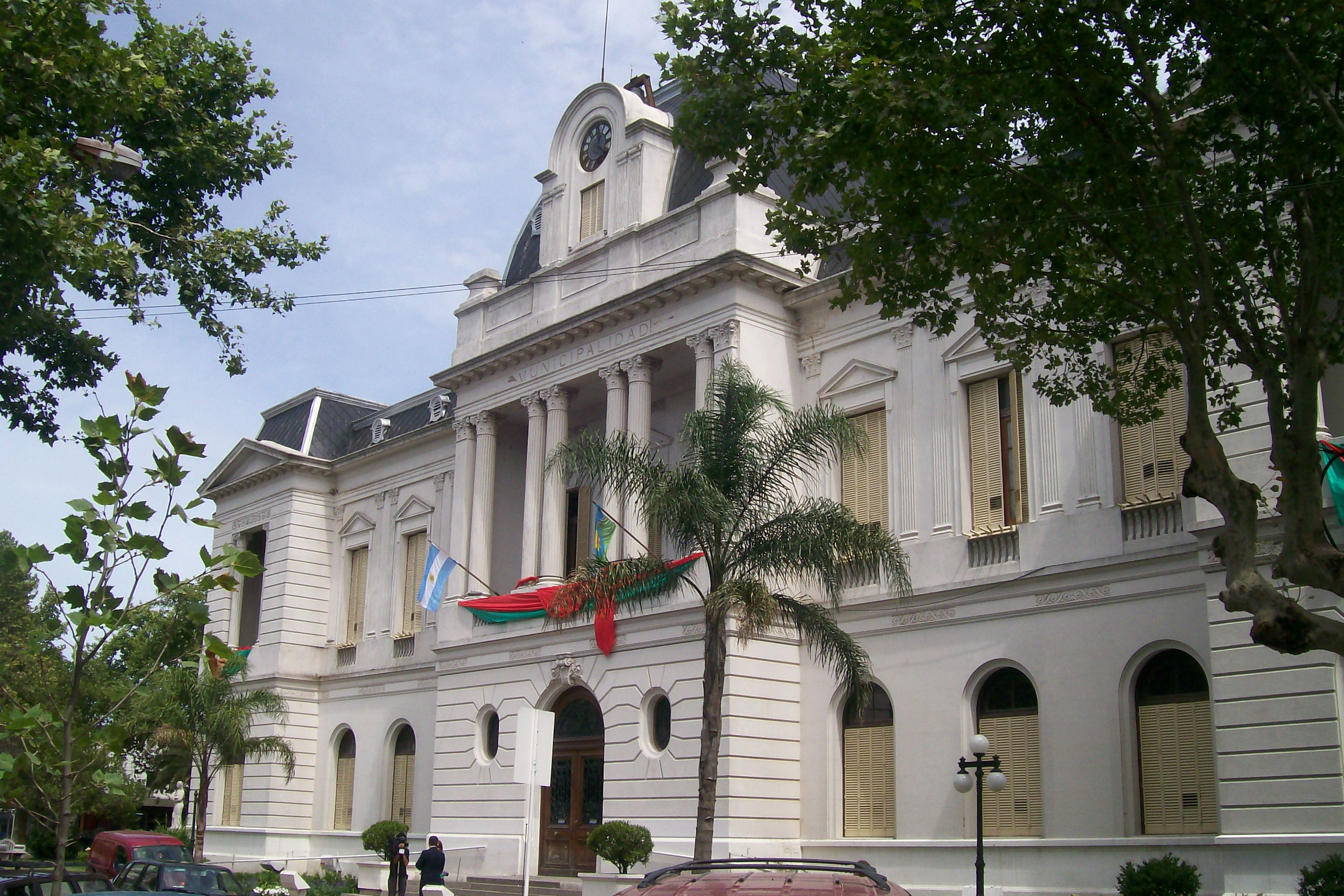